# Electro World
Electro World (エレクトロ・ワールド?, Erekutoro Wārudo) è l'ottavo singolo del trio j-pop giapponese Perfume. È stato pubblicato il 28 giugno 2006 dall'etichetta major Tokuma Japan Communications.
Il dj Sōichi Terada ha realizzato l'unico remix ufficiale del brano, intitolato Electro World (relaxation ver.), per la trasmissione televisiva di TV Tokyo New Wave; pur non essendo mai stato pubblicato su CD o digitalmente, il remix è comunque disponibile sul web.

## Tracce
Tutti i brani sono testo e musica di Yasutaka Nakata.

Dopo il titolo è indicata fra parentesi "()" la grafia originale del titolo.
1. Electro World (エレクトロ・ワールド?) - 4:20
2. wonder2 (wonder2?) - 3:49

## Altre presenze
- Electro World:
  - 02/08/2006 – Perfume ~Complete Best~
- wonder2
  - 02/08/2006 – Perfume ~Complete Best~

## Formazione
- Nocchi – voce
- Kashiyuka – voce
- A~chan – voce